# Aurajoki
Aurajoki (švédsky Aura å) je řeka v jihozápadní části Finska, dlouhá 70 km. Pramení ve městě Oripää a teče přes území provincie Vlastní Finsko jihozápadním směrem. Protéká městy Pöytyä, Aura a Lieto, vlévá se do Baltského moře. Významnými přítoky jsou Järvijoki a Savijoki. Na řece se nachází jedenáct peřejí, z nichž největší jsou Nautelankoski. Dolní tok (od peřejí Halinen) je splavný. Průtok činí v ústí řeky průměrně 7,4 m³ za sekundu, ale v období tání sněhu může vzrůst až na 300 m³ za sekundu.
U ústí řeky do moře leží bývalé hlavní město Finska Turku. Aurajoki protéká historickým centrem města a její nábřeží je oblíbeným místem odpočinku. V letním období slouží k dopravě obyvatel města po řece trajekt Föri, zprovozněný roku 1904. Povodí řeky je hustě osídlené a tvořilo v minulosti jádro finského státu. Archeologické nálezy svědčí o lidském osídlení této oblasti již v době před šesti tisíci lety. „Aura“ znamená ve finštině „pluh“ a „joki“ znamená „řeka“, název však pravděpodobně pochází ze starošvédského výrazu pro vodní cestu „aathra“.
Okolí řeky patří k hlavním zemědělským oblastem Finska. Dochází zde proto k eutrofizaci, od sedmdesátých let probíhá program na vyčištění řeky: v jeho důsledku se do Aurajoki vrátili lososi, pro něž se na peřejích staví rybí přechody. Řeka je také rezervním zdrojem pitné vody pro město Turku.